# Al-Yarmouk SC
O Al-Yarmouk SC é um clube de futebol kuwaitiano com sede em Mishref. A equipe compete no Campeonato Kuwaitiano de Futebol.

## História
O clube foi fundado em 1965.